# Bobby Scott (Musiker)
Bobby Scott (eigentlich Robert William Scott; * 29. Januar 1937 in Mount Pleasant; † 5. November 1990 in New York) war ein US-amerikanischer Pianist, Vibraphonist, Sänger und Bandleader sowie Arrangeur und Songwriter in den Bereichen Pop, Easy Listening und Jazz.

## Leben
Bobby Scott spielte neben seinem Hauptinstrumenten Piano und Vibraphon auch Akkordeon, Cello, Klarinette und Bassgitarre. Er studierte bei Edvard Moritz an der „La Follette School of Music“ und arbeitete schon mit elf Jahren als professioneller Musiker. Ab 1952 ging er in der Band von Louis Prima auf Tourneen und nahm in den 1950er Jahren u. a. mit Gene Krupa und Tony Scott auf. Sein Plattendebüt hatte er 1953 auf Savoy Records mit der am 15. März 1953 aufgenommenen Single I Married an Angel / But Beautiful und der 7-inch-EP Bobby Scott; im folgenden Jahr wechselte er zu Bethlehem Records und machte dort ab 21. September 1954 seine ersten Aufnahmen für das 10-inch-Album Great Scott, eingespielt im Trio mit dem Bassisten Whitey Mitchell und dem Schlagzeuger Bill Bradley. In erweiterter Besetzung nahm er Ende 1954 u. a. mit Eddie Bert, Hal McKusick, Milt Hinton und Osie Johnson ein Album mit Eigenkompositionen auf. (The Compositions of Bobby Scott); weitere Aufnahmen dafür entstanden 1955 in Los Angeles mit den West Coast Jazzmusikern Conte Candoli, Frank Rosolino, Charlie Mariano, Bill Holman und Jimmy Giuffre.
Im Jahr 1956 hatte Scott mit dem Lied Chain Gang, das auf Platz 13 der Charts stieg, seinen ersten Hit als Sänger in den Billboard Hot 100. Als Bandleader nahm er in der zweiten Hälfte der 1950er eine Reihe von Alben für die Label Verve (Bobby Scott Plays the Music of Leonard Bernstein), ABC-Paramount, Mercury und Atlantic auf; in seinen Bands arbeiteten u. a. Bill Crow, Dick Garcia, Teddy Kotick, Jerome Richardson, Charli Persip und Nabil Totah. Als Songwriter gewann er für den Titel A Taste of Honey, den The Beatles auf ihrer ersten LP Please Please Me spielten, den Grammy in der Kategorie Bestes Instrumental-Thema. Neben A Taste of Honey war Scott auch an dem Hit He Aint Heavy, He’s My Brother (1969) von The Hollies beteiligt.
In the 1960er Jahren arbeitete er vorwiegend als Lehrer und studierte erneut bei Moritz; gelegentlich wirkte er als Pianist noch an Platteneinspielungen mit, u. a. für Coleman Hawkins 1962, Quincy Jones (Strike Up the Band), an Shirley Horns Aufnahmen für Mercury 1963, an Chet Baker / Kenny Burrells Verve-Album Baby Breeze (1965) und Wes Montgomerys Album Movin’Wes (1968). Er war auch als Arrangeur für verschiedene Musiker in den Bereichen Jazz bis Easy Listening tätig, u. a. für Les und Larry Elgart.
1989 entstand noch sein Nat-King-Cole-Tributalbum For Sentimental Reasons, an dem Bucky Pizzarelli, Steve LaSpina, Ronnie Zito bzw. Jimmy Young mitwirkten.
Von 1969 bis einschließlich 1971 war Sott für die Musik dreier Filme verantwortlich: Sklaven (1969), Joe – Rache für Amerika (1970) und Who Says I Can't Ride a Rainbow! (1971).